# Alexander Weinstein
Alexander Weinstein (21 janvier 1897 – 6 novembre 1979) est un mathématicien qui a travaillé sur les problèmes de valeurs limites en dynamique des fluides.

## Biographie
Weinstein est le fils de Judel Jejb Weinstein, médecin, et Praskovya Levkovich ; sa famille est juive,. Sa famille s'installe à Astrakhan, mais décide ensuite d'émigrer en Allemagne, où Weinstein termine ses études, après avoir étudié d'abord à Wurtzbourg, puis à l'université de Göttingen en 1913-1914.
Après avoir obtenu son diplôme, il part pour Zurich et entreprend bientôt des recherches pour Hermann Weyl et Rudolf Fueter et obtient un doctorat en 1921 pour sa thèse sur le calcul tensoriel et les groupes linéaires de matrices,. Weyl recommande Weinstein à plusieurs mathématiciens éminents, dont Paul Sophus Epstein, qui travaille alors au California Institute of Technology. Finalement, Weinstein travaille comme assistant de Leon Lichtenstein à l'université de Leipzig en 1922. En 1924, Weinstein retourne à Zurich et poursuit ses recherches sur l'hydrodynamique ; il publie deux ouvrages sur le sujet,,.
Weinstein est victime de xénophobie, il a donc du mal à trouver un « poste scientifique adapté à ses capacités en Suisse ». Weyl recommande donc Weinstein pour une bourse Rockefeller, qui lui est décernée, et il passe deux ans (1926-1927) à Rome, où il travaille avec Tullio Levi-Civita,. Avec Levi-Civita, Weinstein publie trois autres ouvrages avant de retourner à Zurich en tant que Privatdozent dans la chaire de Weyl, puis en 1928, il est nommé à l'université technique de Hambourg et rejoint également la Société mathématique allemande,,. Il épouse Marianne Olga Louise Ganz le 13 mars 1928 à Hambourg, ils n'ont pas d'enfants.
En 1933, Albert Einstein le recrute comme collaborateur à Berlin, mais après le succès électoral du parti nazi, Weinstein, étant d'origine juive, se rend à la Sorbonne et au Collège de France à Paris, où il travaille avec Jacques Hadamard,. Il obtient le diplôme de docteur ès sciences mathématiques en 1937 et passe quelques semestres en Angleterre, à l'université de Cambridge et à l'université de Londres, avant de retourner à Paris,,,. En mai 1940, après l'invasion nazie de la France, Weinstein et sa femme s'enfuient au Portugal dans l'espoir de pouvoir chercher refuge aux États-Unis.
Ils arrivent à New York le 26 octobre 1940 et vivent au 22 West 75th Street. Pendant les huit années suivantes, Weinstein enseigne dans plusieurs endroits et devient citoyen américain en 1946. Avec Monroe Martin, expert en analyse classique et en dynamique des fluides, il fonde l'Institut de dynamique des fluides et de mathématiques appliquées (rebaptisé plus tard Institut des sciences physiques et technologiques) au Maryland en 1949,,.
Les recherches de Weinstein couvrent de nombreux sujets. Il est célèbre pour avoir résolu le problème de Helmholtz pour les jets, donnant le premier théorème d'unicité et d'existence des jets libres dans ses articles de 1923 à 1929, et il examine de nombreux problèmes aux limites, tout en donnant des applications hydrodynamiques et électromagnétiques,. La méthode de Weinstein est ensuite développée pour donner des limites précises des valeurs propres des plaques et des membranes, et il introduit une nouvelle branche de la théorie du potentiel grâce à son examen des équations aux dérivées partielles singulières,.
Weinstein prend sa retraite en 1967, mais poursuit ses recherches à l'American University de Washington, D.C.. Il travaille de 1968 à 1972 à l'université de Georgetown,. En 1972, Weinstein publie avec William Stenger le livre Methods of Intermediate Problems for eigenvalues, puis en 1978, alors que Weinstein a quatre-vingts ans, Joe D. Diaz constitue un recueil des écrits de Weinstein,. Il meurt le 6 novembre 1979 des suites d'une opération chirurgicale,.